# Mas d'en Poca
El Mas d'en Poca és una obra de Mont-roig del Camp (Baix Camp) inclosa a l'Inventari del Patrimoni Arquitectònic de Catalunya.

## Descripció
Gran masia fortificada, amb un matacà a la porta d'entrada. És una obra de paredat amb matacans i obertures reforçades amb rajoles.
La porta ha estat modificada i l'arc rodó adovellat ha esdevingut allindat mitjançant un afegitó. Està coberta a dues vessants amb teules.
Per la façana principal no apareix ràfec, però sí pels costats. En la cara sud, al costat d'un camí, hi ha un rellotge de sol.

## Història
Masia fortificada probablement durant el segle xvi, amb motiu de les incursions dels pirates barbarescs.
La casa té uns 200 metres quadrats i les terres de 120 jornals. Tenia un ús agrícola i ramader.